# Västerås humanistiska förbund
Västerås Humanistiska Förbund, som bildades 1911, har till syfte att sprida kännedom om humanistiska värden och tankegångar. Det sker i första hand genom att arrangera  föreläsningar, som  stärker humanistiska värderingar i vår tid och ger underlag för en diskussion om frågor och värden, som exempelvis demokrati, bildning, mångfald och mänskliga rättigheter. Västerås Humanistiska Förbund är anslutet till Svenska humanistiska förbundet och  har cirka 250 medlemmar.